# Roser Vives Moyà
Roser Vives Moyà és una nedadora mallorquina que participà als Jocs Olímpics d'Atenes 2004. La seva especialitat eren els 200 m papallona. Va obtenir la mínima pels jocs el 7 de març del 2004 amb una marca de 2:10.37 en els 200 m papallona. Posteriorment, en la competició, fou setena de la seva sèrie. També fou setena en els mundials de natació de Barcelona 2003. Es va retirar als 24 anys.